# Dicranoptycha stenophallus
Dicranoptycha stenophallus är en tvåvingeart som beskrevs av Alexander 1950. Dicranoptycha stenophallus ingår i släktet Dicranoptycha och familjen småharkrankar. Inga underarter finns listade i Catalogue of Life.